# Clitoromegalie
Clitoromegalia (hipertrofia clitorisului) reprezintă dezvoltarea excesivă a clitorisului, mai exact a glandului clitoridian. De regulă, este rezultatul expunerii fătului de sex feminin la acțiunea hormonilor androgeni, care determină creșterea exagerată în dimensiuni a clitorisului. Hormonii androgeni sunt specifici bărbaților, dar, în mod normal, sunt sintetizați și la femei, de către glandele suprarenale și ovare, în cantități, relativ reduse.
Atunci când se menționează hipertrofia clitoridiană se face referință mai degrabă la mărimea glandului – partea vizibilă a aparatul erectil feminin, decât la clitoris în întregime. Clitoromegalia nu trebuie confundată dezvoltarea normală a clitorisului în perioada pubertară sau cu erecția lui în timpul excitației sexuale.
Nu există un consens între savanți în stabilirea dimensiunilor „normale” ale glandului clitorisului. În Atlas of Human Sex Anatomy editat de Robert Latou Dickinson în 1949, parametrii tipici ai glandului variază între 3 – 4 mm în lățime și 4 – 5 mm în lungime.

## Cauze
Clitoromegalia este o malformație rară și poate să se dezvolte până la naștere sau dobândită ulterior. Primele săptămâni ale sarcinii are loc etapa nediferențiată de dezvoltare a organelor sexuale ale viitorului copil. Diferențierea sexuală se datorează hormonilor sexuali produși de gonadele fătului în a 6-7 săptămână. Clitorisului, la fel ca și penisului, se dezvoltă din tuberculul genital, fiind omolog corpilor cavernoși penieni. Din cauza dezechilibrului endocrin cauzat de factorii fiziologici endogeni și exogeni, pot apărea anumite devieri ale dezvoltării organelor genitale.
Hipertrofia clitorisului congenitală (înnăscută) apare sub influența hiperplaziei congenitală suprarenaliană la făt, responsabilă de secreția în exces a hormonilor androgeni de către glandele suprarenale. Nivelul ridicat de hormoni masculini determină asemănarea mai pronunțată, în special a glandului, cu penisul masculin.
O altă cauză este administrarea mamei preparatelor medicale ce conține noretisteron în timpul sarcinii. Totuși, aceste preparate sunt înlocuite cu altele, mai sigure, din grupa progestogenelor. De asemenea, această hipertrofia este o consecință a sindromului Fraser, boală de natură genetică.
Clitoromegalia dobândită, dezvoltată pe parcursul vieții, apare în urma dezechilibrului hormonal endocrin al femeii, inclusiv sindromul ovarelor polichistice, hipertecozei, alte patologii care afectează ovarele și alte glande endocrine (cum ar fi arenoblastomul, neurofibromatoziă, chisturile clitorale). Uneori nu poate să se identifice vreo cauză evidentă.
Creșterea pronunța a clitorisului se observă și la femeile care practică culturismul,administrând-uși preparate steroide pentru a accelera creșterea masei musculare. Același efect se atestă la femeile care folosesc preparate pe bază de testosteron din motive terapeutice (tratarea libidoului scăzut și stărilor depresive, prevenirea osteoporozei etc.)